# Crête supra-épicondylaire latérale
 (novembre 2022).
La crête supra-épicondylaire latérale (ou crête sus-épicondylienne ou bord supra-condylaire latéral) est la partie proéminente et rugueuse du bord latéral de l'humérus.

## Description
Elle présente une lèvre antérieure pour l'origine des muscles extenseurs de l'avant-bras : le muscle brachio-radial au-dessus et le muscle long extenseur radial du carpe en dessous.
Elle présente également une lèvre postérieure pour le muscle triceps brachial et une crête intermédiaire pour l'insertion du septum intermusculaire latéral du bras.

## Aspect clinique
La crête supra-épicondylaire latérale peut être brisée lors d'une fracture supracondylienne de l'humérus, fréquente chez l'enfant.